# East Taieri
East Taieri est une petite localité de l’Île du Sud de la Nouvelle-Zélande.

## Situation
C’est un petit centre-ville localisé entre les localités de Mosgiel et d’Allanton dans la région d’Otago. Elle siège sur le trajet de la route State Highway 1/S H 1 lorsqu’elle circule entre la cité de Dunedin et son aéroport au niveau de la localité de Momona. Elle siège tout près de l’angle sud-est de la plaine de Taieri (en), d’où son nom.

## Lieux et monuments
L'église presbytérienne néo-gothique de la commune a été construite par l'architecte Robert Lawson. Elle a ouvert ses portes en 1870. Depuis 2004, elle est classe sur la liste des sites historiques de catégorie 2.